# Horst Grienig
Horst Grienig (* 18. März 1936 in Mittweida; † 27. November 2020) war ein deutscher Wirtschaftswissenschaftler und Professor für Ökonomie der Länder Westasiens an der Humboldt-Universität zu Berlin.

## Leben
Von 1952 bis 1955 absolvierte er eine Lehre in einer Orthopädieschuhmacherei (Facharbeiterabschluss) und erwarb anschließend an der Arbeiter-und-Bauern-Fakultät in Leipzig das Abitur. Von 1958 bis 1962 studierte er an der Universität Leipzig, Fachgebiet Ökonomie mit Sonderausbildung zu Wirtschaft und Wirtschaftsgeschichte der Länder Nordafrikas und des Nahen Ostens. Anschließend war er wissenschaftlicher Aspirant und später wissenschaftlicher Assistent am Orientalischen Institut der Karl-Marx-Universität Leipzig. Nach der Promotion zum Dr. rer. oec. 1966 absolvierte er von 1969 bis 1970 ein Zusatzstudium der Soziologie, 1971 erwarb er die facultas docendi.
Nach der Promotion B 1975 zum Dr. sc. oec. (entspricht einer Habilitation) an der Universität Leipzig wurde er 1977 als ordentlicher Professor für das Fachgebiet Ökonomie der Länder Westasiens in der Sektion Asienwissenschaften an die Humboldt-Universität zu Berlin (HU) berufen. Bis 1994 war er (amtierender) Direktor des Vorderasiatischen Instituts im Fachbereich Asien- und Afrikawissenschaften der HU. 1996 schied er aus dem Dienst als Hochschullehrer, war aber noch bis 1999 als Lehrbeauftragter für Wirtschaft, Wirtschafts- und Sozialgeschichte der Länder Nordafrikas und des Nahen Ostens an der HU tätig.
Seine Forschungsschwerpunkte waren Ökonomie der Entwicklungsländer, Landwirtschaft und Rohstoffwirtschaft in Entwicklungsregionen, Ernährungssicherheit, Konfliktfelder und Krisengebiete und militärische Überrüstung.
Grienig wurde 1988 mit dem László-Radványi-Forschungspreis der Sektion Wirtschaftswissenschaften der HU Berlin ausgezeichnet. Ab 1996 war er Vorsitzender des Vereins Internationale Gesellschaft für Weltwirtschaft (IGfW).

## Schriften (Auswahl)
- mit Siegfried Münch: Brot für alle hat die Erde. Zur Ernährungsfrage in den Entwicklungsländern. Berlin 1985, OCLC 246832029.
- mit Arndt Hopfmann (Hg.): Nachkriegsordnung oder Chaos? Sozioökonomische und soziokulturelle Entwicklungstrends in Nah- und Mittelost. Hamburg 1993, ISBN 3-86064-080-1.
- Chancen auf Entwicklung? Realitäten und Problembewältigung in der Nord-Süd-Dimension. Zur Arbeit der Internationalen Gesellschaft für Weltwirtschaft e.V. Berlin 1994, OCLC 46269114.
- mit Siegfried Münch: Transformation und Entwicklung. Analysen über dauerhafte ökologische und sozial verträgliche Entwicklung in Asien, Afrika und Osteuropa. Berlin 1997, OCLC 75759395.